# Spisak svetskih šampiona F1
Titula svetskog šampiona formule 1 dodeljuje se od strane Međunarodne Automobilske Federacije (FIA) najuspešnijem vozaču formule 1 u toku jedne sezone što se određuje na osnovu prikupljenih bodova na gran pri trkama.

## Rang lista po broju osvojenih titula
Najveći broj titula šampiona formule 1 ima
- Mihael Šumaher, 7 titula (1994—2004)
- Luis Hamilton, 7 titula (2008—danas)

Šumaher drži i rekord u broju uzastopnih titula, pobedivši 5 puta (2000 - 2004).
Pre njih, skoro pola veka rekord je držao
- Huan Manuel Fanđo sa 5 titula (1951. - 1957)

Ostali vozači koji su bili šampioni formule 1 više odjednom su:
- Alen Prost, 4 titule
- Max Ferštapen 4 titule
- Sebastijan Fetel, 4 titule
- Džek Brebem, 3 titule
- Džeki Stjuart, 3 titule
- Niki Lauda, 3 titule
- Nelson Pike, 3 titule
- Ajrton Sena, 3 titule
- Alberto Askari, 2 titule
- Džim Klark, 2 titule
- Graham Hil, 2 titule
- Emerson Fitipaldi, 2 titule
- Mika Hakinen, 2 titule
- Fernando Alonso, 2 titule

## Rekordi po starosti
Najmlađi šampion je Sebastijan Fetel, koji je 2010. postao šampion sa 23 godine i 133 dana.
Najstariji šampion je Huan Manuel Fanđo, koji je na dan osvajanja svoje pete šampionske titule 1957. godine imao 46 godina i 41 dan.